# 集成数字增强网络

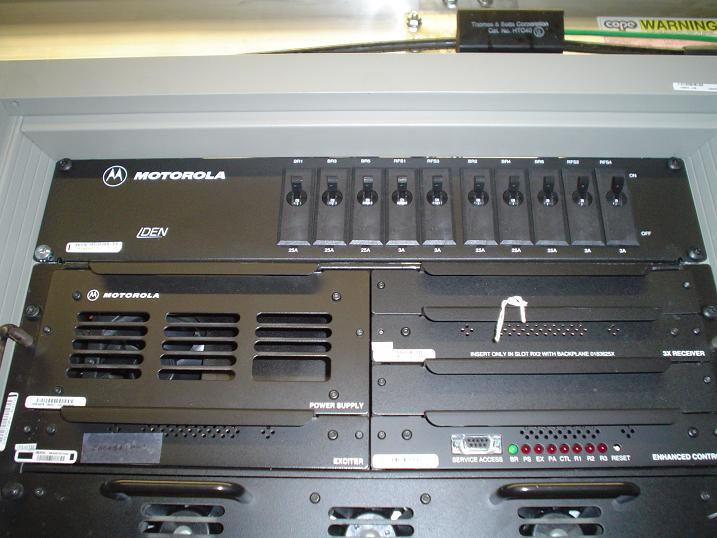
基站中的iDEN无线电中继设备

集成数字增强网络（Integrated Digital Enhanced Network，iDEN）是一种由摩托罗拉公司开发的数字无线通信技术。它的特点是为用户同时提供集群电话的双向对讲功能和蜂窝电话的功能。iDEN系统在无线接口使用时分多址技术。
使用iDEN技术的最大运营商是美国Nextel公司。

## IDEN在中国的应用情况
2000年12月28日，信息产业部正式批准和发布的中国“数字集群移动通信系统体制”电子行业推荐性标准中，确定了两种体制，即iDEN和TETRA两个数字集群通信系统体制，是国内的推荐性行业标准。中国推荐的另外两个标准是中兴通讯研发中国电信运营的GoTa，和华为研发的GT800系统。
已经建好的有福建省集群通信公司和深圳市运输局的两个iDEN数字集群通信网，上海中卫国脉iDEN数字集群通信共网，北京的一个Harmony网。重庆，江苏、浙江、广东、陕西、内蒙古等地也都表示要建设数字集群通信共网。